# Разумов, Александр Геннадьевич
Александр Геннадьевич Разумов (род. 22 апреля 1992, Санкт-Петербург, Россия) — российский баскетболист, играющий на позиции тяжёлого форварда.

## Биография
Родители Разумова были связаны со спортом: мать занималась художественной гимнастикой, отец — академической греблей. Решение пойти в баскетбол было связано, прежде всего, с высоким ростом Александра.
По окончании спортшколы «Центральная» в родном городе переехал в Московскую область в люберецкий «Триумф». В сезоне 2013/2014 Разумов стал серебряным призёром Единой молодёжной лиги ВТБ в составе «Триумфа-2», был признан «Самым ценным игроком» ноября молодёжной Лиги, стал чемпионом МСБЛ в составе студенческой команды МГАФК.
Перед стартом сезона 2014/2015 подписал контракт с «Зенитом», но был отдан в аренду в экспериментальную сборную «Россия». В чемпионате Суперлиги Разумов провёл за «Россию» 35 матчей, набирая в среднем 9,7 очков, 1,3 передачи, 1,1 перехвата и 4,2 подбора.
В июле 2015 года перешёл в «Рязань».
В августе 2016 года вернулся в «Зенит». На счету Разумова 7 матчей в Единой лиге ВТБ, где он в среднем набирал 0,9 очка, 0,7 подбора и 0,4 передачи.
В июле 2017 года перешёл в «Спартак-Приморье». В составе команды стал чемпионом Суперлиги-1, проведя 55 матчей и набирая 3,7 очка, 3 подбора, 0,8 передачи в среднем за игру.
В августе 2018 года продлил контракт со «Спартаком-Приморье» ещё на один сезон.
Сезон 2019/2020 провёл в «Новосибирске», где его статистика составила 10,8 очка, 7,3 подбора и 1,5 передачи.
В сентябре 2020 года Разумов стал игроком УНИКСа. В составе команды провёл 12 матчей в Единой лиге ВТБ, в среднем набирая 2,0 очка и 0,9 подбора и стал серебряным призёром турнира.
14 ноября 2020 года принял участие в составе молодёжной команды УНИКСа в товарищеском матче против сборной Сирии (59:91), которая приехала в Казань на сборы перед ноябрьскими играми Кубка Азии.[значимость факта?]
В августе 2021 года Разумов провёл несколько недель на просмотре в «Енисее», но тренерский штаб красноярского клуба принял решение не подписывать с ним контракт.
В сентябре 2021 года стал игроком «Уфимца». В 27 Александр в среднем набирал 10,2 очка, 6,8 подборов и 2 передачи.
В марте 2022 года перешёл в «Парму». В 12 матчах Единой лиге ВТБ статистика составила 8,2 очка, 5,7 подбора и 2,8 передачи.
В июне 2022 года Разумов вернулся в УНИКС. В сезоне 2022/2023 Александр стал чемпионом Единой лиги ВТБ и чемпионом России.
В июне 2023 года подписал контракт с «Самарой». Из-за травм в течение сезона 2023/2024 принял участие только в 14 матчах Единой лиги ВТБ, в которых набирал в среднем 1,3 очка, 1 подбор и 0,5 передач.
В июле 2024 года перешёл в «Динамо» (Владивосток), но контракт не вступил в силу. Клуб принял решение не активировать соглашение по причине травмы Разумова.

## Сборная России
В составе молодёжной сборной России в 2012 году принимал участие в чемпионате Европы (до 20 лет).
Летом 2014 года Разумов был приглашён в резервную сборную России и в её составе стал обладателем Кубка Станковича.

## Достижения

### Клубные
- Чемпион Единой лиги ВТБ: 2022/2023
- Серебряный призёр Единой лиги ВТБ: 2020/2021
- Бронзовый призёр Суперкубка Единой лиги ВТБ: 2022
- Чемпион России: 2022/2023
- Серебряный призёр чемпионата России: 2020/2021
- Чемпион Суперлиги-1 дивизион: 2017/2018
- Серебряный призёр Единой молодёжной лиги ВТБ: 2013/2014

### Сборная России
- Обладатель Кубка Станковича: 2014

### Статистика в других лигах
| Сезон                                                                                   | Команда   | Лига            | GP | GS | MPG  | FG%  | 3P%  | FT%  | RPG | APG | SPG | BPG | PPG |  |
| 2011/12                                                                                 | Все клубы | Все лиги        | 7  | 1  | 11,2 | 38,9 | 33,3 | 50,0 | 2,0 | 0,1 | 0,1 | 0,3 | 2,7 |  |
| 2011/12                                                                                 | Триумф    | Балтийская лига | 4  | 0  | 11,6 | 36,4 | 33,3 | 66,7 | 2,5 | 0,3 | 0,0 | 0,5 | 3,3 |  |
| 2011/12                                                                                 | Триумф    | ПБЛ             | 3  | 1  | 10,8 | 42,9 | 0,0  | 0,0  | 1,3 | 0,0 | 0,3 | 0,0 | 2,0 |  |
| 2012/13                                                                                 | Триумф    | Единая лига ВТБ | 1  | 0  | 3,2  | 0,0  | 0,0  | 0,0  | 1,0 | 0,0 | 0,0 | 0,0 | 0,0 |  |
| 2013/14                                                                                 | Триумф    | Единая лига ВТБ | 6  | 0  | 7,4  | 33,3 | 0,0  | 50,0 | 0,2 | 0,0 | 0,3 | 0,0 | 0,8 |  |
| 2016/17                                                                                 | Все клубы | Все лиги        | 12 | 3  | 4,7  | 36,4 | 0,0  | 16,7 | 0,5 | 0,3 | 0,3 | 0,0 | 0,8 |  |
| 2016/17                                                                                 | Зенит     | Единая лига ВТБ | 7  | 2  | 5,5  | 42,9 | 0,0  | 0,0  | 0,7 | 0,4 | 0,3 | 0,0 | 0,9 |  |
| 2016/17                                                                                 | Зенит     | Еврокубок       | 5  | 1  | 3,5  | 25,0 | 0,0  | 16,7 | 0,2 | 0,0 | 0,2 | 0,0 | 0,6 |  |
|                                                                                         |           | Всего           | 26 | 4  | 7,0  | 36,1 | 20,0 | 37,5 | 0,8 | 0,2 | 0,2 | 0,1 | 1,3 |  |
| Наведите курсор мыши на аббревиатуры в заголовке таблицы, чтобы прочесть их расшифровку |           |                 |    |    |      |      |      |      |     |     |     |     |     |  |